# فارست سی. دانل
فارست سی. دانل (به انگلیسی: Forrest C. Donnell) سناتور سابق عضو حزب جمهوری‌خواه ایالات متحده آمریکا بود. وی در سال ۱۹۴۵ تا ۱۹۵۱ میلادی سناتور ایالت میزوری در سنای ایالات متحده آمریکا بود.